# Anton Kopčan
Anton Kopčan (24. února 1929 – 15. března 2001) byl slovenský fotbalista, obránce, reprezentant Československa.

## Fotbalová kariéra
Za československou reprezentaci odehrál roku 1953 dvě utkání, jednou startoval v reprezentačním B-mužstvu. V československé lize odehrál 212 utkání a dal 2 góly. Hrál za Slovenu Žilina (1949–1952, 1954–1962) a ATK Praha (1952–1954), s nímž získal roku 1953 titul mistra republiky. Startoval 4× v evropských pohárech.

## Ligová bilance
| Ročník                                     | Zápasy | Góly | Klub           |
| ------------------------------------------ | ------ | ---- | -------------- |
| Celostátní československé mistrovství 1949 | -      | 0    | Slovena Žilina |
| Celostátní československé mistrovství 1950 | -      | 0    | Slovena Žilina |
| Mistrovství československé republiky 1951  | -      | 0    | Slovena Žilina |
| Mistrovství československé republiky 1952  | -      | 0    | Slovena Žilina |
| Mistrovství československé republiky 1952  | -      | 0    | ATK Praha      |
| Přebor československé republiky 1953       | -      | 0    | ÚDA Praha      |
| Přebor československé republiky 1954       | -      | 0    | ÚDA Praha      |
| Přebor československé republiky 1954       | -      | 0    | Iskra Žilina   |
| Přebor československé republiky 1955       | -      | 0    | Iskra Žilina   |
| 1. československá fotbalová liga 1956      | 22     | 2    | Iskra Žilina   |
| 1. československá fotbalová liga 1958/59   | 25     | 0    | Dynamo Žilina  |
| 1. československá fotbalová liga 1961/62   | 27     | 0    | Dynamo Žilina  |
| CELKEM 1. liga                             | 212    | 2    |                |